# Peix martell gegant
El peix martell gegant, tauró martell gegant o llunada grossa (Sphyrna mokarran) és l'espècie més grossa de tauró martell. Es troba a tot el món en zones costaneres i per sobre de la placa continental en aigües temperades i tropicals fins a fondàries de 80 metres.

## Característiques

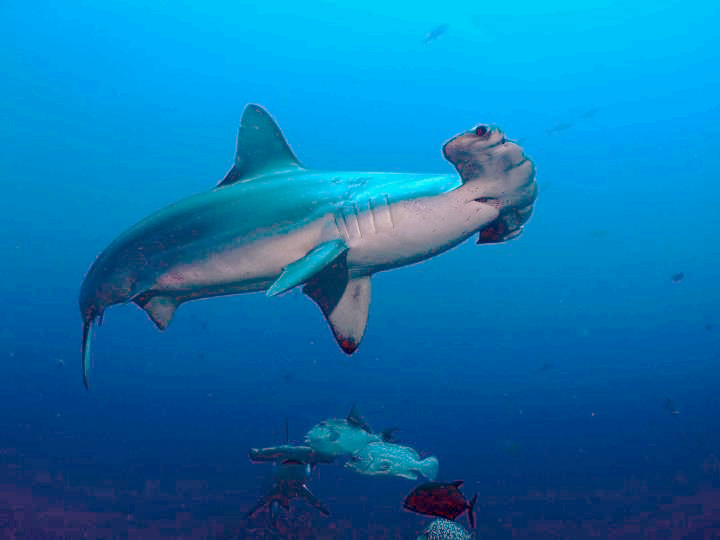
Tauró martell gegant.

La característica més cridanera de totes les espècies de taurons martell és la particular forma del cap en forma de T, amb els ulls i els orificis nasals situats en els extrems del cap, gràcies al qual el moviment de cap de costat a costat al nedar recorre amb la vista tot al seu voltant i fins i tot el que queda a l'esquena.
Les aletes pectorals es localitzen darrere de les brànquies, i l'aleta caudal té la punta negra. Gairebé tota la part dorsal és gris o color cafè, però es torna blanca a prop de la part ventral. Igual que la majoria dels taurons, el tauró martell presenta contracoloració, és a dir, un color fosc en el llom i un clar en el ventre. Vist des de baix, el tauró martell es confon amb la lluentor de les aigües de la superfície; vist des de dalt, es confon amb el fons marí fosc. La contracoloració és un tipus de mimetisme que permet al tauró sorprendre a les seves preses.
La mida habitual és de 3,7 m, però poden arribar als 6 metres de longitud i pesar gairebé mitja tona. Són coneguts per eventuals atacs a humans, si bé aquests són poc freqüents.
Ningú sap amb exactitud per què aquests taurons han evolucionat amb aquesta curiosa forma de cap. Alguns biòlegs creuen que els proporciona un avantatge sensorial per trobar les seves preses, mentre altres creuen que els ajuda en la flotabilitat. El seu olfacte és capaç, mitjançant lòbuls olfactoris telencefàlics incrementats, de detectar una gota de sang a una distància d'un quilòmetre i mig. Les aletes del tauró martell són particularment apreciades com a aliment a l'est d'Àsia, tot i que la caça d'aletes d'aquests i altres taurons està ara prohibida en diversos països.

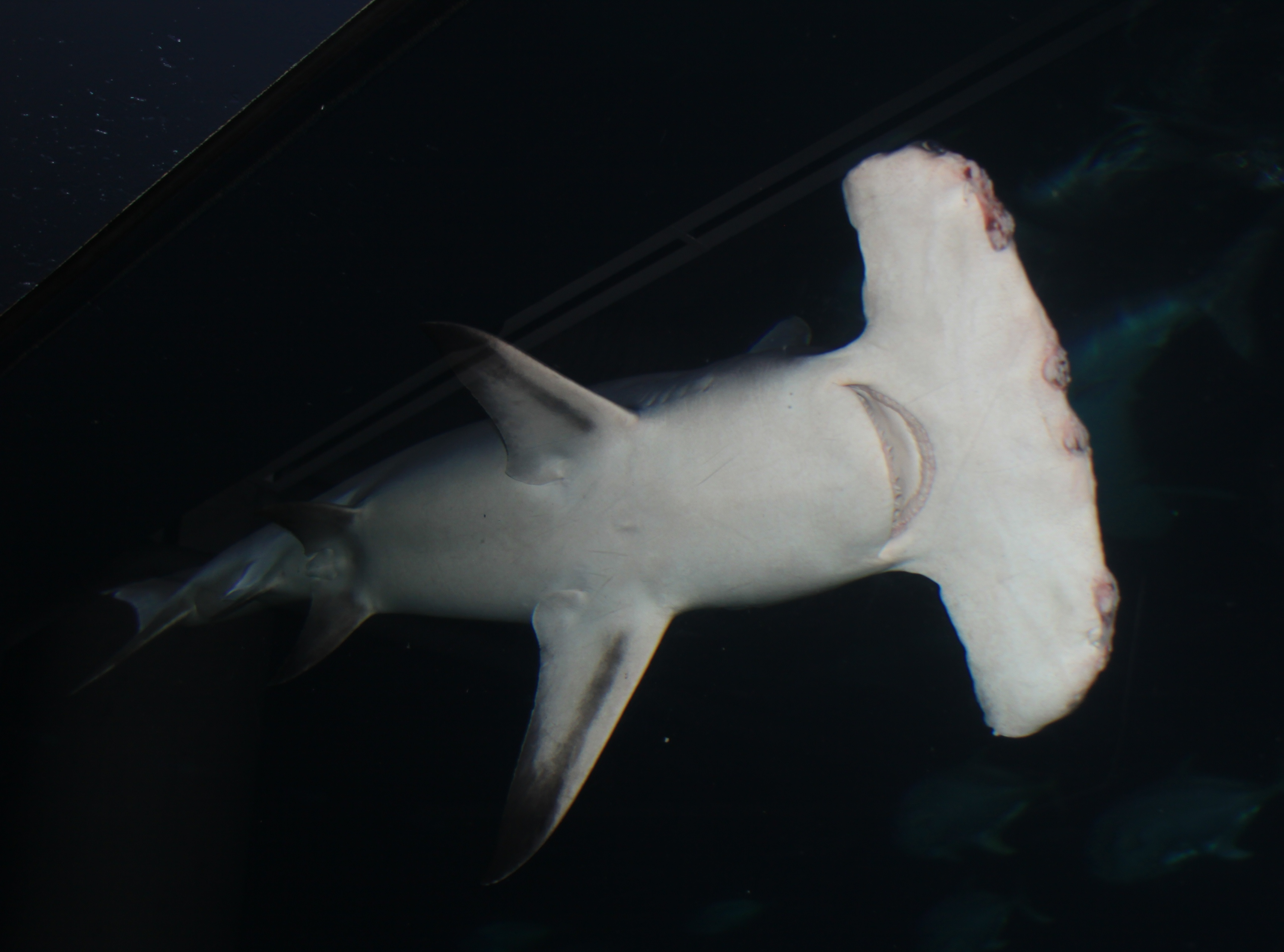
Ventre del tauró martell gegant.

## Hàbitat
El tauró martell gegant és una de les espècies més comunes; usualment neden al llarg de zones properes a la costa, tant en aigües poc profundes com en profunditats properes als 275 metres. De vegades neden a prop de la costa i entren a les badies i als estuaris, o llocs on es barregen l'aigua dolça dels rius i l'aigua salada del mar. A l'estiu, enormes grups d'aquests taurons emigren de l'equador, encara que alguns es queden al mateix lloc tota la seva vida. Aquests taurons viuen sols, en parelles o en grup, però quan són joves sempre viuen en grans grups.

## Alimentació
Aquest tauró s'alimenta d'una gran varietat d'animals, com anguiles, meros, sards, peixos dofí, altres taurons, rajades, calamars, crancs, gasteròpodes, sèpies, i fins i tot peixos escorpí verinosos. Les dents del tauró martell tenen forma de ganxo i són tan afilades com una navalla, la qual cosa els facilita atrapar, esbocinar i devorar la seva presa.

## Reproducció

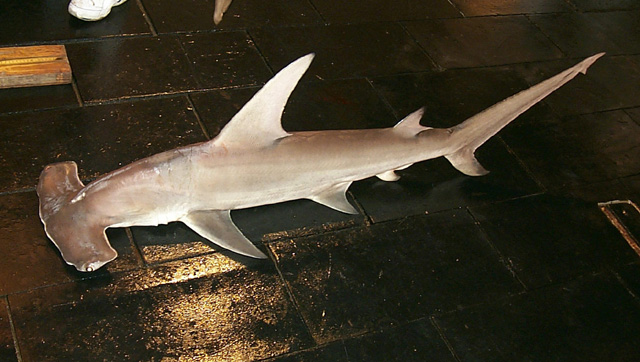
Tauró martell gegant

Els taurons martell són vivípars, és a dir, animals que donen a llum cries vives. Els taurons no tenen placenta com els mamífers, però tenen úter dins el qual es desenvolupen els embrions en una membrana individual. Els embrions se subjecten al rovell i li extreuen els nutrients fins que neixen. Les cries neixen quan aconsegueixen l'edat o la mida suficient per sobreviure pel seu compte. El període de gestació dura almenys vuit mesos, però pot prolongar-se fins a 16 mesos. La femella té entre 15 i 31 cries per ventrada, les quals mesuren de 42 a 55 cm de longitud en néixer. 

## Taxonomia
El gran martell va ser descrit per primera vegada com a Zygaena mokarran l'any 1837 pel naturalista alemany Eduard Rüppell. El nom de l'espècie és el nom comú en àrab مقرن i significa "cornut". El nom es va canviar més tard per l'actual Sphyrna mokarran. Durant molts anys, però, es va pensar que el nom científic vàlid del gran martell era Sphyrna tudes, que va ser encunyat el 1822 per Achille Valenciennes.

## Distribució
Es distribueixen per aigües temperades de tot el món, des del sud del Canadà fins a Xile i Nova Zelanda. A Espanya es poden veure amb certa assiduïtat al sud peninsular, Canàries i a les illes d'Eivissa i Formentera. En algunes ocasions, els taurons es desorienten a causa dels corrents i van a parar a les costes del Mediterrani, endinsant-se per rius. Al santuari de flora i fauna de l'illa de Malpelo, a Colòmbia, és molt comú trobar grans grups de taurons martell, a l'Illa del Coco de Costa Rica és un dels únics llocs del món on es garanteix el busseig amb aquests taurons.